# Nancy Dowdy
Nancy M. O’Fallon Dowdy (* 25. Oktober 1938 in Jackson, Mississippi, Vereinigte Staaten) ist eine US-amerikanische Kernphysikerin und Hochschullehrerin. Sie war Mitglied der US-Delegation, die 1991 den START-Vertrag abschloss, Sonderbeauftragte für Rüstungskontroll- und Abrüstungsverhandlungen und leitende wissenschaftliche Beraterin der US-amerikanischen Rüstungskontroll- und Abrüstungsbehörde.

## Leben und Werk
Dowdy studierte Elektrotechnik an der St. Louis University, wo sie 1960 einen Bachelor of Science Abschluss erhielt. An der University of Illinois at Urbana-Champaign schloss sie 1961 ihr Studium der Nukleartechnik mit einem Master of Science ab und promovierte dort 1966 in Physik. Von 1967 bis 1974 forschte sie als Assistenzprofessorin für Physik an der University of Missouri–St. Louis. Anschließend arbeitete sie am Argonne National Laboratory von 1974 bis 1976 als Assistenzphysikerin und dann bis 1983 als Physikerin. Als stellvertretende Vizepräsidentin für Forschung war sie im Folgenden bis 1989 an der University of Chicago tätig.
Von 1989 bis 1992 war sie leitende Vertreterin der START-Delegation der Arms Control and Disarmament Agency (ACDA) und leitende wissenschaftliche Beraterin bei ACDA. Danach war sie bis 1993 als Sonderbeauftragte für Rüstungskontroll- und Abrüstungsverhandlungen tätig und wurde von Präsident George H. W. Bush ernannt. Von 1987 bis 1989 war sie Fellow der United States Arms Control and Disarmament Agency.
1993 kehrte sie in die Industrie zurück und wechselte als leitende Programmmanagerin zum Pacific Northwest National Laboratory. Sie ging 1995 in den Ruhestand und betreibt zusammen mit ihrem Mann einen nationalen Sicherheitsberatungsdienst namens Dowdy Associates.
Von 1987 bis 1989 war sie Fellow der United States Arms Control and Disarmament Agency.
Sie heiratete Edward J. Dowdy, mit dem sie drei Kinder bekam.

## Auszeichnungen (Auswahl)
- 1992: Superior Honor Award der Arms Control and Disarmament Agency
- 1993: Meritorious Honor Award der US Arms Control and Disarmament Agency
- 1996: Fellow der American Physical Society